# Анастас Анастасов (лекар)
Анастас Христов Анастасов е български лекар-хематолог, професор

## Биография
Роден е през 1907 година в с. Крепост, Хасковско. През 1935 година завършва Медицинския факултет на Софийския университет. От 1935 до 1948 година работи като лекар в Окръжна болница – Хасково. През 1948-1953 година е главен
асистент в Медицинска академия. От 1953 година е директор на Института по хематология и
кръводаряване. Междувременно е главен терапевт на Министерството на народното здраве. Кандидат е на медицинските науки от 1964 година с дисертация „Имунни кръвни заболявания“. Професор е от 1968 година. От 1977 година е заслужил лекар.
Автор е на научни статии и монографии в областта на хематологията.
Умира през февруари 1989 година.

## Архивно наследство
Личният му архив се съхранява във фонд 2038К в Централния държавен архив. Той се състои от 54 архивни единици от периода 1926–1989 година.